# The Great Torpedo Scandal

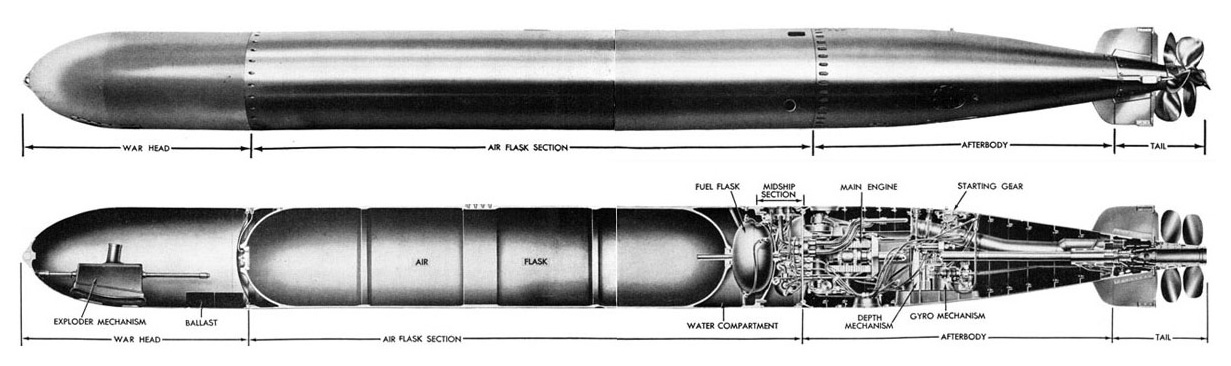
Torpedo des Typs Mark 14

The Great Torpedo Scandal bezeichnet die Vorgänge im Zusammenhang mit Problemen bei der Einführung neuer Torpedos der US-amerikanischen Marine in den 1940er Jahren, wie sie sich in ähnlicher Weise in Deutschland als Torpedokrise ereigneten.

## Beschreibung
Wie die Deutschen mit der Torpedokrise hatten auch die US-Amerikaner während des Zweiten Weltkrieges anhaltende Probleme mit dem gehäuften Versagen von Torpedos. Der Torpedoskandal der US-Navy zog sich dabei über einen längeren Zeitraum zwischen Dezember 1941 und August 1943 hin. Die Wurzeln liegen jedoch noch weiter zurück.
Dabei waren sowohl die Tiefenkontrolle als auch der Magnet- und der Aufschlagzünder des damals aktuellen dampfgasgetriebenen U-Boot-Torpedos Mk 14 der US Navy betroffen, aber auch Torpedos des älteren Typs Mk 10 hatten teilweise Probleme.
Am 23. Juli 1943 feuerte beispielsweise die USS Tinosa insgesamt 15 Torpedos auf den japanischen Walfänger und Öltanker Tonan Maru 3 ab, von denen 12 trafen, jedoch nur einer explodierte (nach anderen Quellen trafen alle 15, aber kein einziger explodierte).
Es wird geschätzt, dass bis Sommer 1943 etwa 70 % der von amerikanischen U-Booten abgefeuerten Torpedos Blindgänger waren. Bis 1943 verbrauchte die U.S. Navy insgesamt 14.748 Torpedos, um 4.112 Schiffe anzugreifen, von denen jedoch nur 1.305 versenkt werden konnten.
Während der Erprobung des Mk 14 waren die technischen Probleme nicht erkannt worden, da aufgrund der hohen Kosten des Torpedos dieser fast nie im scharfen Schuss getestet wurde. Um sowohl Torpedo als auch Zielschiff wieder verwenden zu können, wurde der Sprengkopf meist nur mit Wasser gefüllt. Testschüsse wurden als Erfolg gewertet, wenn der Torpedo (erkennbar an der Blasenspur) unter dem Schiff hindurchlief.
Obwohl amerikanische U-Boot-Kommandanten schon früh auf die fehlerbehafteten Torpedos hingewiesen hatten, wurden ihre Beschwerden von verschiedenen Stellen nicht ernst genommen und als Ausrede für eigene Fehler angesehen.
Vizeadmiral a. D. Bernard M. Kauderer schrieb dazu:

“The scandal was not that there were problems in what was then a relatively new weapon, but rather the refusal by the ordnance establishment to verify the problems quickly and make appropriate alterations.”

„Der Skandal war nicht, dass es Probleme mit der damals noch relativ neuen Waffe gab, sondern die Weigerung der Waffenbehörde, die Probleme schnell zu überprüfen und entsprechende Änderungen vorzunehmen.“

## Technische Ursachen

### Tiefensteuerung
Das erste Problem des Mk-14-Torpedos war die Tiefenkontrolle, deren Unzuverlässigkeit auf verschiedene Faktoren zurückzuführen war:
- Einer der Gründe lag darin, dass der verwendete Sprengstoff TNT mit 1,64 g·cm−3[6] eine deutlich höhere Dichte hatte als der bei der Erprobung verwendete Wasserballast. Später wurden die ursprünglichen 507 Pfund TNT durch Torpex mit einer Masse von sogar 668 Pfund ersetzt.[4]
- Die Bedingungen beim Torpedoschuss unter Gefechtsbedingungen wurden bei der Erprobung nicht genau genug simuliert.[5]
- Die Verschlechterung der Funktionsfähigkeit der Tiefensteuerung durch den normalen Alterungsprozess wurde nicht berücksichtigt.[5]
- Bei Testschüssen wurden teilweise nur die Messwerte der Drucksensoren in den Torpedos selbst ausgewertet, anstatt die tatsächliche Tiefe mit externen Geräten zu messen; Fehlfunktionen der Sensoren konnten so nicht erkannt werden.[5]

Nachdem Charles A. Lockwood zum Befehlshaber der U-Boote im Südwestpazifik (ComSubSoWesPac) ernannt worden war, ließ er im Juni 1943 von einem U-Boot aus Testschüsse auf ein Fischernetz abfeuern. Dabei ergab sich, dass die Torpedos durchwegs zu tief liefen. So durchbohrte etwa ein auf 10 Fuß Tiefe eingestellter Torpedo das Netz tatsächlich 25 Fuß unter der Wasseroberfläche. Da das zuständige Amt bei der Navy, das Bureau of Ordnance, die Ergebnisse anzweifelte, wurden die Versuche wiederholt – mit ähnlichen Ergebnissen.

### Magnetzünder
Das zweite Problem war die schwankende Empfindlichkeit des Magnetzünders in der Mk-6-Zündeinheit. Unter anderem war bei der Entwicklung der Magnetsensoren die unterschiedliche Stärke des Erdmagnetfelds in verschiedenen Gegenden der Welt nicht beachtet worden. Dies führte dazu, dass die Torpedos entweder gar nicht oder zu früh explodierten.
Nachdem einzelne U-Boote nach Einsatzfahrten keinen einzigen ordnungsgemäß gezündeten Torpedo meldeten, ließ Chester Nimitz, der damalige Oberbefehlshaber der Pazifikflotte (Commander in Chief Pacific, kurz CinCPac), im Juni 1943 alle Magnetzünder in den Torpedos deaktivieren. Konteradmiral Ralph Waldo Christie, der seinerzeit bei der Entwicklung des Mk 14 federführend mitgewirkt und inzwischen die Nachfolge von Lockwood als ComSubSoWesPac angetreten hatte, ließ in seinem Kommandobereich die Zünder jedoch weiter verwenden. Erst im November 1943 musste er sich einem direkten Befehl von Vizeadmiral Thomas C. Kinkaid beugen (nach anderen Quellen ließ er die Magnetzünder sogar erst im März 1944 deaktivieren).

### Aufschlagzünder
Nachdem die Probleme mit der Tiefenkontrolle gelöst und der Magnetzünder deaktiviert war, erwies sich der Aufschlagzünder als drittes Problem. Am Anfang gab es zahlreiche Blindgänger, also Aufschläge im Ziel ohne Explosion.
Eine erste Ursache dafür konnte bereits im Frühjahr 1942 eliminiert werden. Der Mark-6-Zünder besaß eine Membran, die beim Auftreffen einer Druckwelle den Zündmechanismus kurzzeitig mit einer Nadel blockierte. Damit sollte beispielsweise verhindert werden, dass der erste Treffer eines Torpedofächers auch die nachfolgenden Torpedos zur Explosion brachte. Die Membran erwies sich allerdings als viel zu empfindlich. Aber auch nach der Deaktivierung dieser Vorrichtung funktionierte der Aufschlagzünder nur sehr unzuverlässig.
Wieder ließ Lockwood Testschüsse durchführen, diesmal auf ein Riff, um nicht gezündete Torpedos bergen zu können. Außerdem ließ man Nachbauten der Sprengköpfe mit Beton anstelle des Sprengstoffs, aber mit vollständiger Zündeinrichtung, aus der Höhe auf eine Stahlplatte fallen. Dabei versagte die Zündeinrichtung in sieben von zehn Fällen. Traf der Torpedokopf dagegen schräg auf die Stahlplatte, so funktionierte der Zünder korrekt. Wie sich herausstellte, waren bei einem direkten Treffer die auftretenden Trägheitskräfte so groß, dass sich der Schlagbolzen in seiner Führung verkeilte und nicht mit ausreichender Kraft auf die Zündkapsel traf. Bei schrägen Treffern waren die Kräfte geringer und der Zünder funktionierte häufiger. Das Problem wurde schließlich dadurch gelöst, dass man die Masse des Schlagbolzens stark reduzierte. Bis diese technische Lösung umgesetzt war, befahl Lockwood seinen U-Boot-Kommandanten, möglichst nur im schrägen Winkel auf feindliche Schiffe zu schießen. Am 30. September 1943 stach das erste U-Boot mit entsprechend modifizierten Aufschlagzündern in See; bis Mitte Oktober waren alle Boote damit ausgestattet.
Um die Verzögerungskräfte beim Einschlag eines Torpedos zu verringern, schlug Albert Einstein am 4. Januar 1944 in einem Brief an das U.S. Navy Bureau of Ordnance vor, Torpedos mit einer Art Knautschzone auszustatten.